# Al Atlal

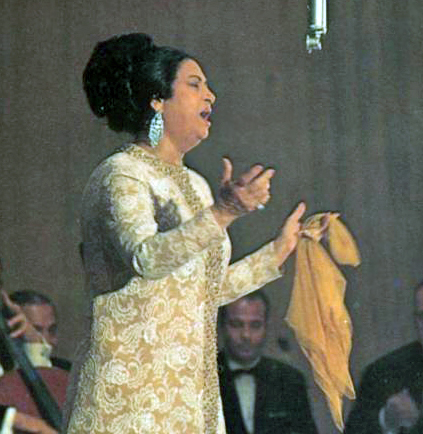
Umm Kalzum.

«Al Atlal», (en árabe الأطلال) (Las ruinas) es un poema de Ibrahim Naji (1898–1953), poeta y médico«Biografía Ibrahim Naji».. Riad Al Sunbati le puso música en 1966 y fue interpretado por la cantante egipcia Umm Kalzum (1898 -1975). Es una de sus canciones más conocidas.

## El poema
La canción es el resultado de la mezcla de dos poemas de Ibrahim Naji. Esto quiere decir que la letra de esta canción no es la exacta al poema titulado Al-Atlal de Naji, el segundo poema que fue la base de esta canción fue publicado bajo el nombre de Al-Wada' (en árabe, الوداع). También cabe recalcar que la canción fue escrita y saltó a la fama 13 años después de la muerte del poeta.

Mi corazón,
No preguntes a dónde se fue el amor
Fue una ciudadela de mi imaginación que se derrumbó
Sírveme un trago y déjanos beber de sus ruinas
Y cuenta la historia en mi nombre mientras las lágrimas fluyen
Cuenta cómo ese amor se convirtió en noticias pasadas
Y se convirtió en otra historia de pasión.
No te he olvidado
Me sedujiste
Con una lengua dulce y tierna
Y una mano que se extiende hacia mí como la mano que se le tiende a un náufrago que está a punto de ahogarse entre las olas 
Me sedujiste con la saliva del beso que anhela un viajero nocturno
¿Pero dónde está esa luz de tus ojos?
Querido mío, visité tu nido como un pájaro de deseo cantando mi dolor
Te has vuelto arrogante, mimado y caprichoso
E infliges daño como un poderoso tirano
Mi anhelo por ti inflama mis costillas
¡La espera fue como brasas en mi sangre!

¡Devuélveme mi libertad, libera mis manos!
Te lo di todo, no guardé nada para mí
¡Tus esposas me hieren en las muñecas!
¿Por qué seguir con ellas cuando me lo quitaste todo?
¿Por qué seguir siendo fiel a tus promesas si tú ya no me respetas?
¿Por qué seguir cautiva si tengo toda la vida por delante?
Él está lejos, mi amor encantador
Lleno de orgullo, majestuosidad y delicadeza
Caminando seguro como un ángel

Con opresiva belleza y gloria rapaz

Con olor a encanto como la brisa de las colinas
Agradable de experimentar como los sueños de la noche
Perdí para siempre el encanto de tu compañía que irradió brillantemente durante años
Yo, errante en el amor, una mariposa desconcertada, me acerqué a ti
Y entre nosotros, el deseo era un mensajero
Y un compañero de bebida que nos presentó la copa
¿Ha visto el amor a dos enamorados tan embriagados como nosotros?
Tanta esperanza habíamos acumulado a nuestro alrededor
Y anduvimos en un camino iluminado por la luna
Vimos a la alegría saltando delante de nosotros
Nos reímos juntos como dos niños
Corriendo y persiguiendo nuestras sombras
Pero tras tanta euforia nos despertamos
Si tan solo no hubiéramos despertado...
La vigilia arruinó los sueños del ocaso
Llegó la noche y esta se convirtió en mi única confidente.
Y entonces la luz fue un presagio del amanecer
un amanecer que se alzaba como una conflagración
Entonces, el mundo fue como lo conocemos
Con cada amante en su propio camino
¡Oh, tú que permaneces en vigilia y no duermes!
Recuerda la promesa cuando te despiertes
Has de saber que si una herida comienza a recuperarse, otra herida surge con el recuerdo
Así que aprende a olvidar y aprende a borrar
Mi amor: todo está destinado
No es con nuestros puños con los que escribimos nuestra desgracia
Quizás algún día nuestro destino se cruce; cuando nuestro deseo de encontrarnos sea lo suficientemente fuerte
Si un amante reniega del otro,
Cuando nos encontremos como extraños
Y cada uno siga su propio camino
No digas que fue por voluntad propia
Sino por la voluntad del destino.
Trad. Yafit El Fakiri Khamouss

## Contexto del poema
La canción fue el resultado de la mezcla de dos poemas del médico y poeta Ibrahim Naji, este en su juventud se marchó a Londres para estudiar medicina y cuando volvió se encontró con que su esposa le fue infiel con su mejor amigo. Pasados los años, Naji que ya trabajaba como médico ginecólogo en Egipto tuvo que ayudar a su exmujer a parir al hijo del que fue su mejor amigo. A este suceso hacen referencia los últimos cuatro versos del poema.
En cuanto a la decisión tomada por Riad Al Sunbati y Umm Kalzum de componer la canción, debemos tener en cuenta el contexto histórico del Egipto de la década de 1960. En 1966 empezaron los preparativos para la nueva canción y Umm Kalzum, íntima amiga del presidente Gamal Abdel Nasser, decidió hacer una gran gira por todo el mundo árabe, Europa y la URSS para recaudar fondos para ayudar al gobierno egipcio de la época. La enorme recaudación fue a parar en su práctica totalidad a los presupuestos militares de Egipto. Todo ello se hacía para preparar la guerra contra el Estado de Israel en la Guerra de los Seis Días que tendría lugar en 1967, justo un año después del lanzamiento de la canción. Así pues la canción fue una especie de himno que pretendía unir a todos los árabes contra el estado israelí.

## Críticas
Son numerosos los críticos que consideran la canción como "La Corona de la Canción Árabe" y la mejor canción árabe del siglo XX. Por lo que a la música refiere, y con base en lo que el mismo compositor dijo en numerosas entrevistas, es una, si no la mejor, de todas las obras que compuso. Inés Sayyid Makkawi, la hija del célebre cantautor Sayyid Makkawi, que fue ministra de cultura en Egipto durante toda la legislatura de Mubarak dijo en una entrevista de la televisión egipcia nacional en el show Muna al-Shadli Ma'akum que la misma Umm Kulthum tardó bastante en presentar su nueva canción en conciertos, y no sería hasta 1967 cuando la cantaría por primera vez en la Ópera de El Cairo. El motivo de esta demora se debía al respeto que le merecía a la cantante semejante composición.
La canción fue cantada incontables veces por el Astro de Oriente y entró en su repertorio en su gira europea, siendo especialmente bien recibida por el público en 1967 cuando la cantó en el Olympia de París.
Ha sido reinterpretada por numerosos cantantes de todo el mundo árabe y también a nivel internacional, la cantautora francesa Sapho la interpretó en la sala Bataclan de París en 2014.